# Port lotniczy Aberdeen (Dakota Południowa)
Port lotniczy Aberdeen (Dakota Południowa) (IATA: ABR, ICAO: KABR) – port lotniczy położony w Aberdeen, w stanie Dakota Południowa, w Stanach Zjednoczonych.